# HD 46064
HD 46064，又名BD-13 1519，SAO 151585、HR 2373，是一颗恒星，视星等为6.16，位于銀經222.42，銀緯-10.51，其B1900.0坐标为赤經6h 25m 58.4s，赤緯-13° -10.51′ 47″。